# Yabuco FC
El Yabuco FC es un equipo de fútbol de Puerto Rico que juega en la Liga Nacional de Fútbol de Puerto Rico, la primera división de fútbol en el país.

## Historia
Fue fundado en el año 2014 en la ciudad de Yabucoa, Puerto Rico con el nombre Yabuco SUAL FC, y en ese mismo año debutaron en la Liga Nacional de Fútbol de Puerto Rico.
En su año de debut terminaron en segundo lugar en la fase regular por detrás del Guayama FC, y en la fase de playoff vencieron al Brazilian Soccer Academy 3–2 en las semifinales y vencieron al Guayama en la final 8–7 en penales luego de terminar 2–2 durante el periodo reglamentario.
Para la temporada 2015 el club cambió su nombre por el actual.

## Palmarés
- Liga Nacional de Fútbol de Puerto Rico: 1

2014